# アルブス
アルブス（イタリア語: Arbus）は、イタリア共和国サルデーニャ州南サルデーニャ県にある、人口約6,200人の基礎自治体（コムーネ）。

## 地理

### 位置・広がり

#### 隣接コムーネ
隣接するコムーネは以下の通り。括弧内のORはオリスターノ県所属を示す。
- フルミニマッジョーレ
- ゴンノスファナーディガ
- グスピニ
- テッラルバ (OR)

## 行政

### 分離集落
アルブスには、以下の分離集落（フラツィオーネ）がある。
- Ingurtosu, Montevecchio (condivisa con il comune di Guspini), Sant'Antonio di Santadi, Gennamari, Torre dei Corsari, Pistis, Gutturu Flumini, Funtanazza, Portu Maga, Porto Palma, Bau (Is Arenas), Scivu, Pitzinurri, Naracauli, Sa Perda Marcada, Bidderdi, Dune di Piscinas